# Weru Lor
Weru Lor is een bestuurslaag in het regentschap Cirebon van de provincie West-Java, Indonesië. Weru Lor telt 6181 inwoners (volkstelling 2010).